# Ulrich Thomsen
Ulrich Thomsen (Odense, 6 dicembre 1963) è un attore danese.

## Biografia
Nato ad Odense, sull'isola di Fionia (in Danimarca), Thomsen si è diplomato presso la Danish National School of Theatre and Contemporary Dance nel 1993 e, subito dopo, ha iniziato a lavorare in vari teatri di Copenaghen. Il suo debutto cinematografico avviene già nel 1994 con Il guardiano di notte di Ole Bornedal. Negli anni seguenti lavora assiduamente in varie produzioni televisive e cinematografiche a livello nazionale.
Nel 1998 prende parte a Festen - Festa in famiglia di Thomas Vinterberg, film che segue i canoni del Dogma 95 ideato da Lars Von Trier. L'anno successivo inizia a lavorare per Hollywood in diverse produzioni internazionali, ricopre il ruolo del sicario Sasha Davidov nel film Il mondo non basta, 19º capitolo della serie cinematografica dedicata a James Bond.
Nel 2000 viene diretto da Kathryn Bigelow nel thriller Il mistero dell'acqua e recita nella commedia tedesca Ricette d'amore. Successivamente si fa notare nei film Max, Killing Me Softly - Uccidimi dolcemente e L'eredità, anche quest'ultimo girato secondo i dettami del Dogma 95.
Nel corso degli anni imposta la sua carriera alternando produzioni danesi con blockbuster hollywoodiani, recita in Non desiderare la donna d'altri di Susanne Bier e Le mele di Adamo di Anders Thomas Jensen, mentre a Hollywood prende parte a Le crociate - Kingdom of Heaven di Ridley Scott e a Hitman - L'assassino di Xavier Gens.
Dopo The International e Duplicity, del 2009, nel 2010 prende parte ai film Centurion, In un mondo migliore e L'ultimo dei Templari.
A partire dal 2013 diventerà uno dei protagonisti della serie televisiva Banshee - La città del male interpretando il ruolo del signore del crimine Kai Proctor, recitando la parte fino al 2016. Sempre nel 2013 parteciperà al film Il grande quaderno. Oltre al suo idioma nativo, l'attore parla fluentemente il tedesco e l'inglese ed è, inoltre, vegano.
È sposato con Cathrine Ekehed da cui ha avuto due figli: Alma ed Alvin.

## Filmografia

### Cinema
- Il guardiano di notte (Nattevagten), regia di Ole Bornedal (1994)
- Portland, regia di Niels Arden Oplev (1996)
- De største helte, regia di Thomas Vinterberg (1996)
- Sekten, regia di Susanne Bier (1997)
- Royal Blues, regia di Lotte Svendsen (1997)
- Baby Doom, regia di Peter Gren Larsen (1998)
- Tempo, regia di Laurits Munch-Petersen (1998)
- Nattens engel, regia di Shaky González (1998)
- Festen - Festa in famiglia (Festen), regia di Thomas Vinterberg (1998)
- Il mondo non basta (The World Is Not Enough), regia di Michael Apted (1999)
- Il mistero dell'acqua (The Weight of Water), regia di Kathryn Bigelow (2000)
- Luci intermittenti (Blinkende lygter), regia di Anders Thomas Jensen (2000)
- Ricette d'amore (Bella Martha), regia di Sandra Nettelbeck (2001)
- The Zookeeper, regia di Ralph Ziman (2001)
- Mike Bassett: England Manager, regia di Steve Barron (2001)
- P.O.V., regia di Tómas Gislason (2001)
- Max, regia di Menno Meyjes (2002)
- Killing Me Softly - Uccidimi dolcemente (Killing Me Softly), regia di Kaige Chen (2002)
- Baby, regia di Linda Wendel (2003)
- Blueprint, regia di Rolf Schübel (2003)
- L'eredità (Arven), regia di Per Fly (2003)
- Non desiderare la donna d'altri (Brødre), regia di Susanne Bier (2004)
- The Rocket Post, regia di Stephen Whittaker (2004)
- Sergeant Pepper, regia di Sandra Nettelbeck (2004)
- Le mele di Adamo (Adams æbler), regia di Anders Thomas Jensen (2005)
- Le crociate - Kingdom of Heaven (Kingdom of Heaven), regia di Ridley Scott (2005)
- Allegro, regia di Christoffer Boe (2005)
- Sprængfarlig bombe, regia di Tomas Villum Jensen (2006)
- Der Liebeswunsch, regia di Torsten C. Fischer (2006)
- Ópium: Egy elmebeteg nö naplója, regia di János Szász (2007)
- Vikaren, regia di Ole Bornedal (2007)
- Hitman - L'assassino (Hitman), regia di Xavier Gens (2007)
- Reservations, regia di Aloura Melissa Charles (2008)
- Rotto (The Brøken), regia di Sean Ellis (2008)
- Den du frygter, regia di Kristian Levring (2008)
- Lulu und Jimi, regia di Oskar Roehler (2009)
- The International, regia di Tom Tykwer (2009)
- Duplicity, regia di Tony Gilroy (2009)
- Tell-Tale, regia di Michael Cuesta (2009)
- Centurion, regia di Neil Marshall (2010)
- Das letzte Schweigen, regia di Baran bo Odar (2010)
- In un mondo migliore (Hævnen), regia di Susanne Bier (2010)
- L'ultimo dei Templari (Season of the Witch), regia di Dominic Sena (2011)
- La cosa (The Thing), regia di Matthijs van Heijningen Jr. (2011)
- Il grande quaderno (A nagy füzet), regia di János Szász (2013)
- Miraklet, regia di Simon Staho (2013)
- Second Chance (En chance til), regia di Susanne Bier (2014)
- Mortdecai, regia di David Koepp (2015)
- Estate '92 (Sommeren '92), regia di Kasper Barfoed (2015)
- La comune (Kollektivet), regia di Thomas Vinterberg (2016)
- In Embryo, regia di Ulrich Thomsen (2016)
- Dræberne fra Nibe, regia di Ole Bornedal (2017)
- Darling, regia di Birgitte Stærmose (2017)
- I krig & kærlighed, regia di Kasper Torsting (2018)
- The Marco Effect, regia di Martin Zandvliet (2021)

### Televisione
- Mappen, regia di Lars Kaalund - film TV (1995)
- Charlot og Charlotte - serie TV, episodio 1x3 (1996)
- Bryggeren - serie TV, episodio 1x7 (1997)
- Deadline, regia di Esben Høilund Carlsen - film TV (1997)
- Naja fra Narjana - serie TV (1999)
- Dybt vand, regia di Ole Bornedal - film TV (1999)
- Labyrinten - serie TV, episodio 1x5 (2000)
- Ins Leben zurück, regia di Markus Imboden - film TV (2003)
- Alias - serie TV, episodio 4x13 (2005)
- The Virgin Queen - miniserie, 3 puntate (2006)
- The Company - miniserie TV, 2 puntate (2007)
- Entführt, regia di Matti Geschonneck - film TV (2009)
- Blekingegade - miniserie TV, 5 puntate (2009-2010)
- Fringe - serie TV, episodio 3x19 (2011)
- Loro uccidono (Den som dræber) - serie TV, episodi 1x5-1x6 (2011)
- In der Überzahl, regia di Carsten Ludwig - film TV (2013)
- Banshee - La città del male (Banshee) – serie TV, 38 episodi (2013-2016)
- The Blacklist - serie TV, 10 episodi (2016)
- Counterpart – serie TV, 9 episodi (2017-2018)
- 1989 - La Svolta (Wendezeit), regia di Sven Bohse – film TV (2019)
- The New Pope – serie TV (2020)

### Cortometraggi
- De nye lejere, regia di Kenneth Kainz (1996)
- Café Hector, regia di Lotte Svendsen (1996)
- Kys, kærlighed og kroner, regia di Louise Andreasen (1998)
- Valgaften, regia di Anders Thomas Jensen (1999)
- Maries Herz, regia di Verena S. Freytag (2000)
- Solen er så rød, regia di Jens Arentzen (2000)
- Den gamle møller, regia di August Johan Hye (2002)
- Fremkaldt, regia di Oliver Zahle (2007)
- Aya, regia di Oded Binnun e Mihal Brezis (2012)
- Livsforkortelses Ekspert, regia di James Barclay (2014)

## Doppiatori italiani
Nelle versioni in italiano delle opere in cui ha recitato, Ulrich Thomsen è stato doppiato da:
- Oreste Baldini in Festen - Festa in famiglia, Non desiderare la donna d'altri, Le mele di Adamo
- Massimo Rossi ne La cosa, Second Chance
- Sergio Di Giulio ne Il mondo non basta
- Nino Prester ne Il mistero dell'acqua
- Marco Rasori in Alias
- Simone Mori in Killing Me Softly - Uccidimi dolcemente
- Silvano Piccardi ne L'eredità
- Stefano De Sando in Hitman - L'assassino
- Christian Iansante in The International
- Enrico Di Troia in Fringe
- Edwin Francis in Duplicity
- Saverio Indrio in Centurion
- Francesco Prando ne In un mondo migliore
- Angelo Maggi ne L'ultimo dei Templari
- Fabrizio Pucci in Loro uccidono
- Paolo Marchese ne Il grande quaderno
- Stefano Benassi in Banshee - La città del male
- Mario Cordova in The Blacklist
- Paolo Buglioni in Mortdecai
- Simone D'Andrea ne La comune
- Massimo De Ambrosis in The New Pope
- Massimo Lodolo in The Marco Effect